# 아베 미치코
아베 미치코(安部みちこ, あべ みちこ 1977년 12월 14일 - 에히메현 마쓰야마시)는 일본의 언론인이며 NHK 소속의 아나운서이다. 혈액형은 B형이다. 가족관계는 여동생에 있고 슬하의 1남 1녀를 두고 있다.

## 생애
아베 미치코(安部みちこ) 아나운서는 1977년 12월 14일 일본 에히메현 마쓰야마시에서 태어났다. 그녀는 에히메현립 마츠야마 히가시 고등학교(愛媛県立松山東高等学校)를 졸업하고 도쿄도 분쿄구에 있는 오차노미즈 여자대학을 졸업했다.

## 입사 및 사생활
2000년 NHK에 입사했다. 첫 발령지인 NHK 도쿠시마 방송국에서 아나운서로써 시작을 했다. 그러다가 2002년 4월 개편에 따라 도쿄도에 있는 NHK 방송 센터 아나운서실로 옮겼다. 그녀는 NHK의 여성 아나운서로 최초로 지상 디지털 방송 추진 이벤트에 기용되었던 적이 있었다. 사생활 에서는 『 금요일 카키코미 TV』 담당을 할 때 결혼하고 2008년 10월 23일 『 유우도키 네트워크 』에서 자신이 임신했다는 말을 했었다. 2009년 1월 9일 방송을 끝으로 출산 준비에 방송을 하차하고 육아 휴직을 받았다. 그러다가 2010년 3월부터 육아 휴직으로부터 복직하고 현재 활동하고 있다. 그녀는 2017년 4월에 봄 개편에 따라 15여년동안 몸담았던 NHK 방송 센터를 떠나 자신의 고향인 마쓰야마시에 있는 NHK 마쓰야마 방송국으로 옮겼다. 그녀는 2017년 4월부터 2018년 3월까지 11개월 동안 고향에서 NHK 뉴스 오하요 에히메 금요일 진행과 시코쿠 지방 뉴스 진행을 하다가 2018년 4월 개편에 따라 다시 NHK 방송 센터 아나운서실로 옮겼다.

## 취미
취미는 편지 쓰기와 수영이며 특히 수영은 대학 시절에 취미삼아 했었다.